# Kamenný dům v Kutné Hoře
Kamenný dům je pozdně gotický měšťanský dům v Kutné Hoře, Václavské náměstí 183/26, dnes součást městského muzea stříbra. Je součástí městské památkové rezervace zapsané na Seznamu světového dědictví UNESCO.

## Popis
Dům má tři podlaží a vysoký trojúhelný štít s gotickými okny a bohatou sochařskou výzdobou, s fiálami, kraby a vrcholovou kytkou, a třípatrový sklep. Na pozdně gotickém průčelí vystupuje ve druhém podlaží hranolový kamenný arkýř nad středním pilířem dvojité vstupní brány. V přízemí je klenutý mázhaus, sklenutý na dva střední sloupy, v patře je kaple s arkýřem. K domu původně patřil i sousední dům vlevo, přestavěný koncem 19. století. Stavby takovýchto sídel svědčí o bohatství měšťanů. Dnes je zde umístěna část sbírek Českého muzea stříbra, včetně dvou expozic "Královské horní město - měšťanská kultura a život v 17.-19. století" a "Lapidárium: Umění kameníků doby jagellonské".

## Historie

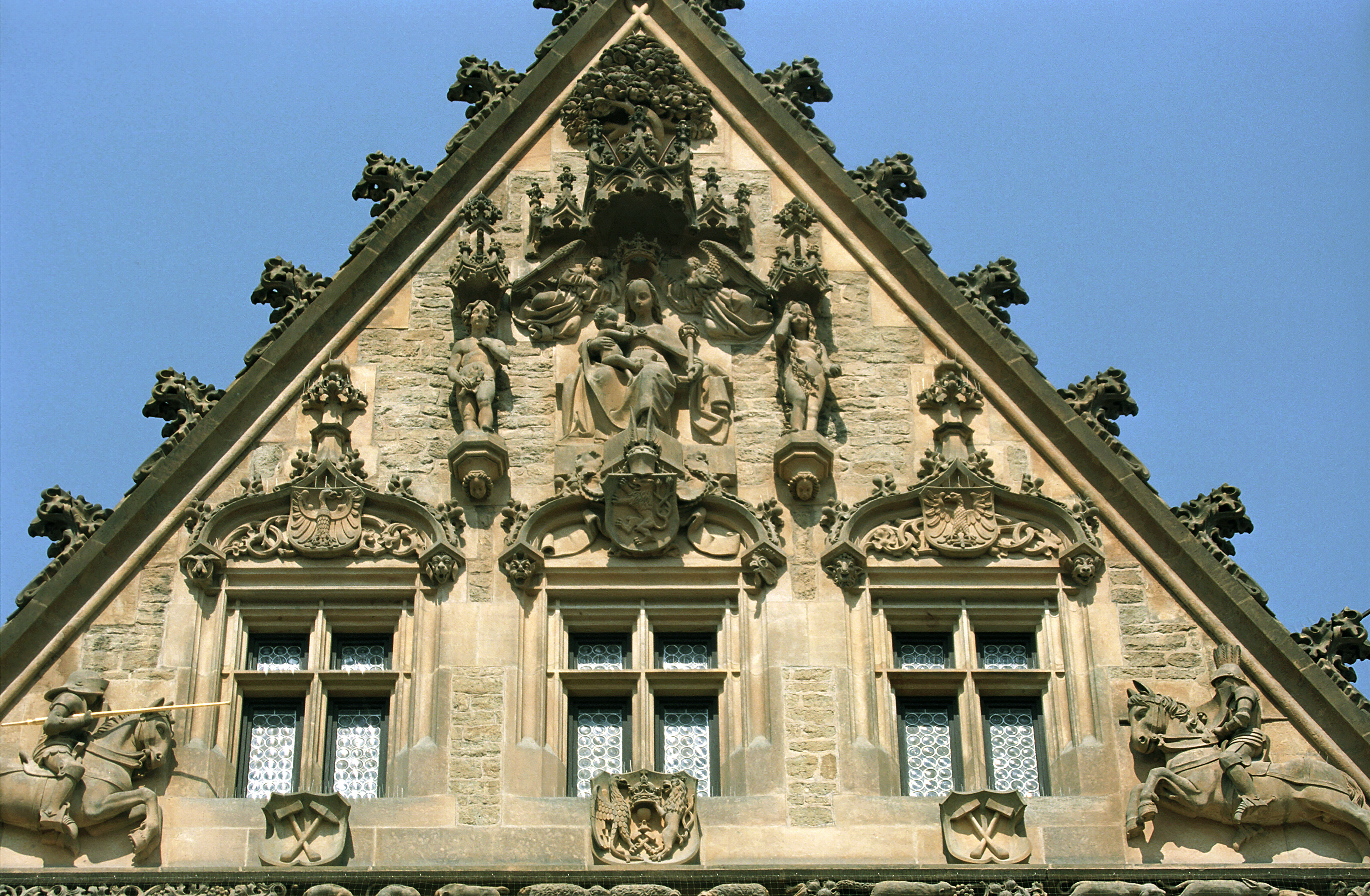
Kamenný dům (štít)

Dům si dal v letech 1485-1499 postavit měšťan Prokop Kroupa, který byl roku 1499 povýšen do šlechtického stavu, což znázorňují rytíři na štítě. Kamenické práce dělal mistr Brikcius Gauske ze Zhořelce, který pracoval také na radnici ve Vratislavi. Dům byl upraven roku 1839 a regotizován arch. Láblerem v letech 1900–1902. Při obnově byly doplněny sochy, například socha Madony ve štítu od prof. J. Kastnera.

## Galerie

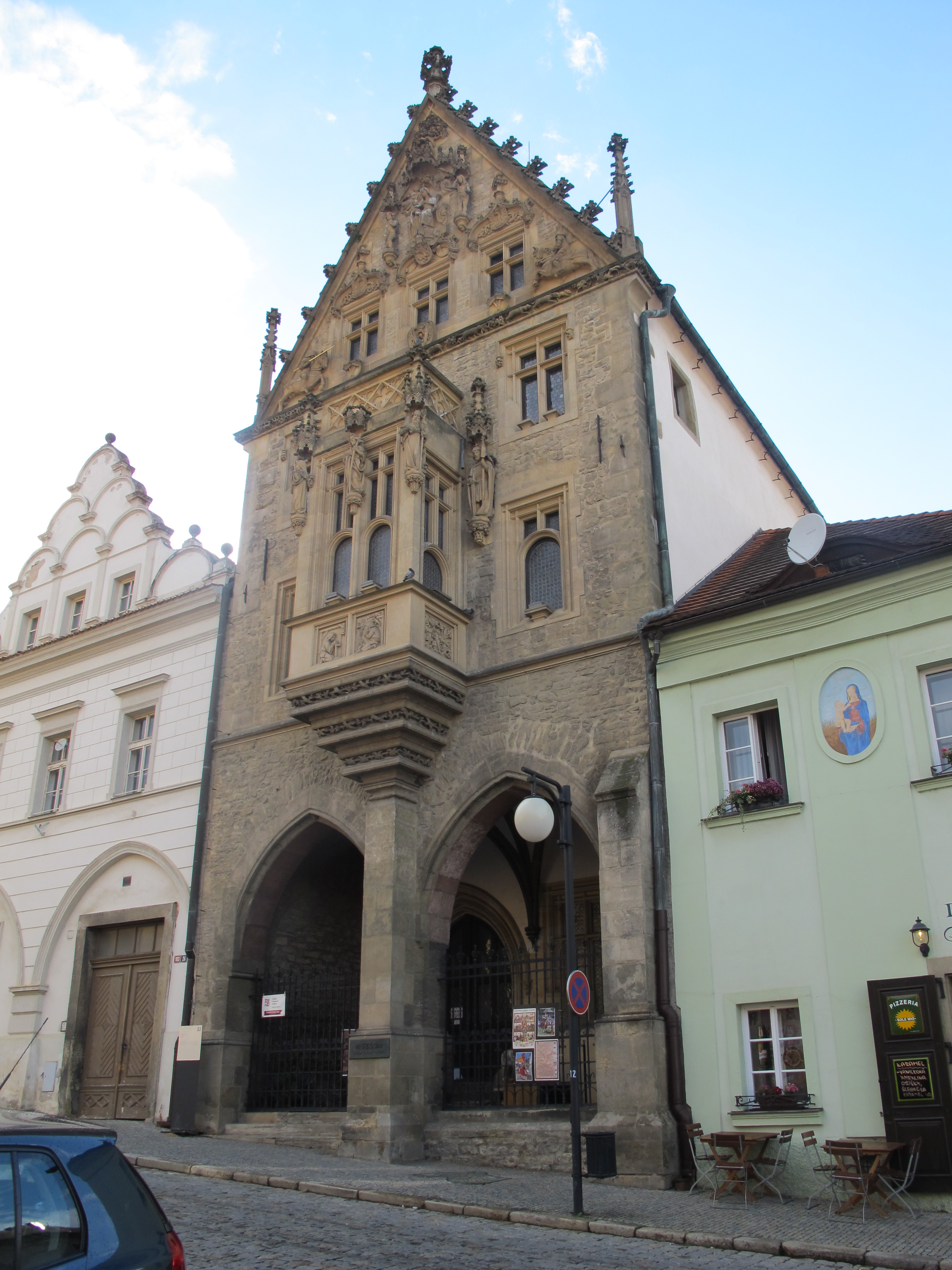
Kamenný dům - České muzeum stříbra
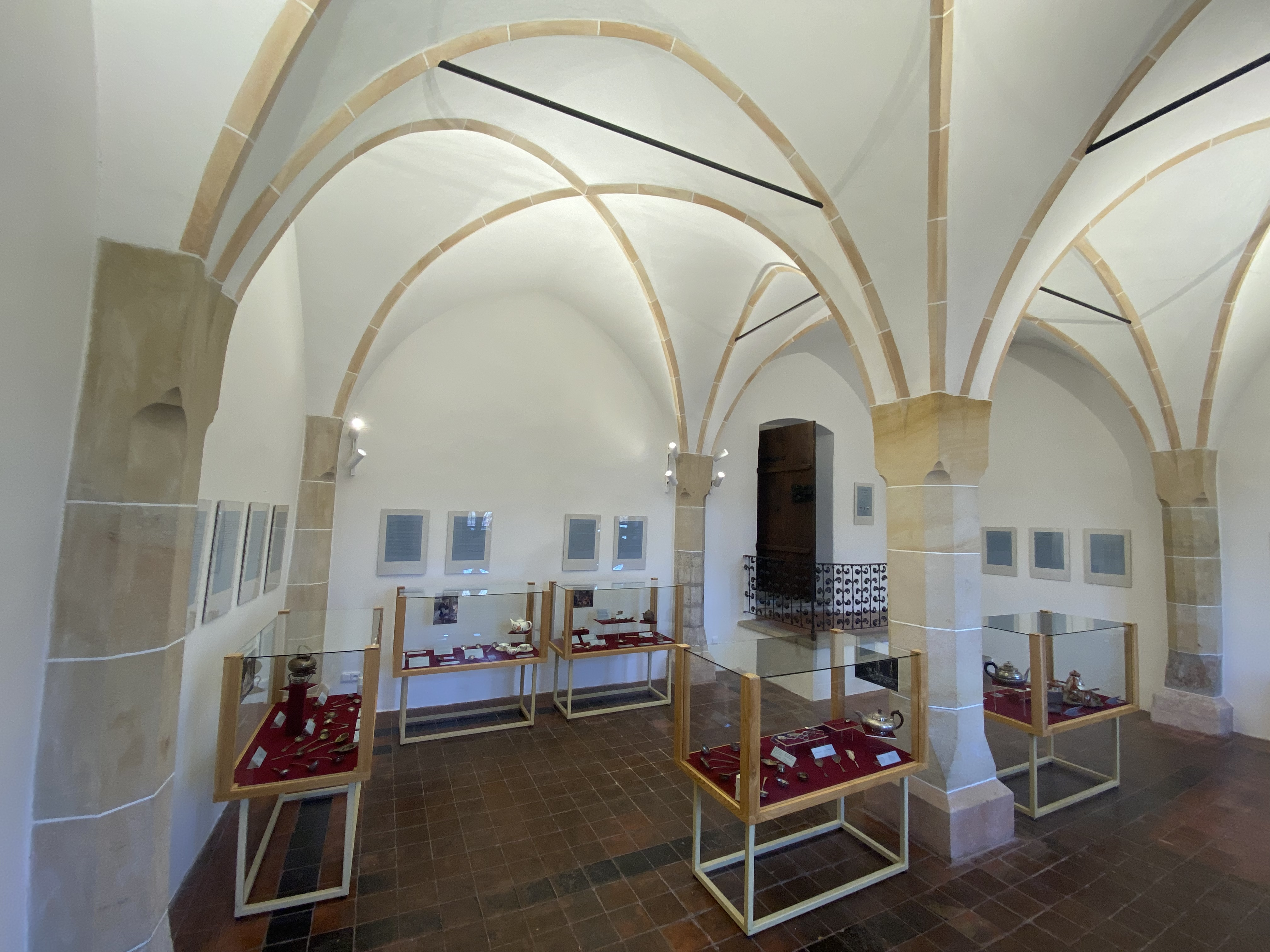
Interiér Kamenný Dům - expozice
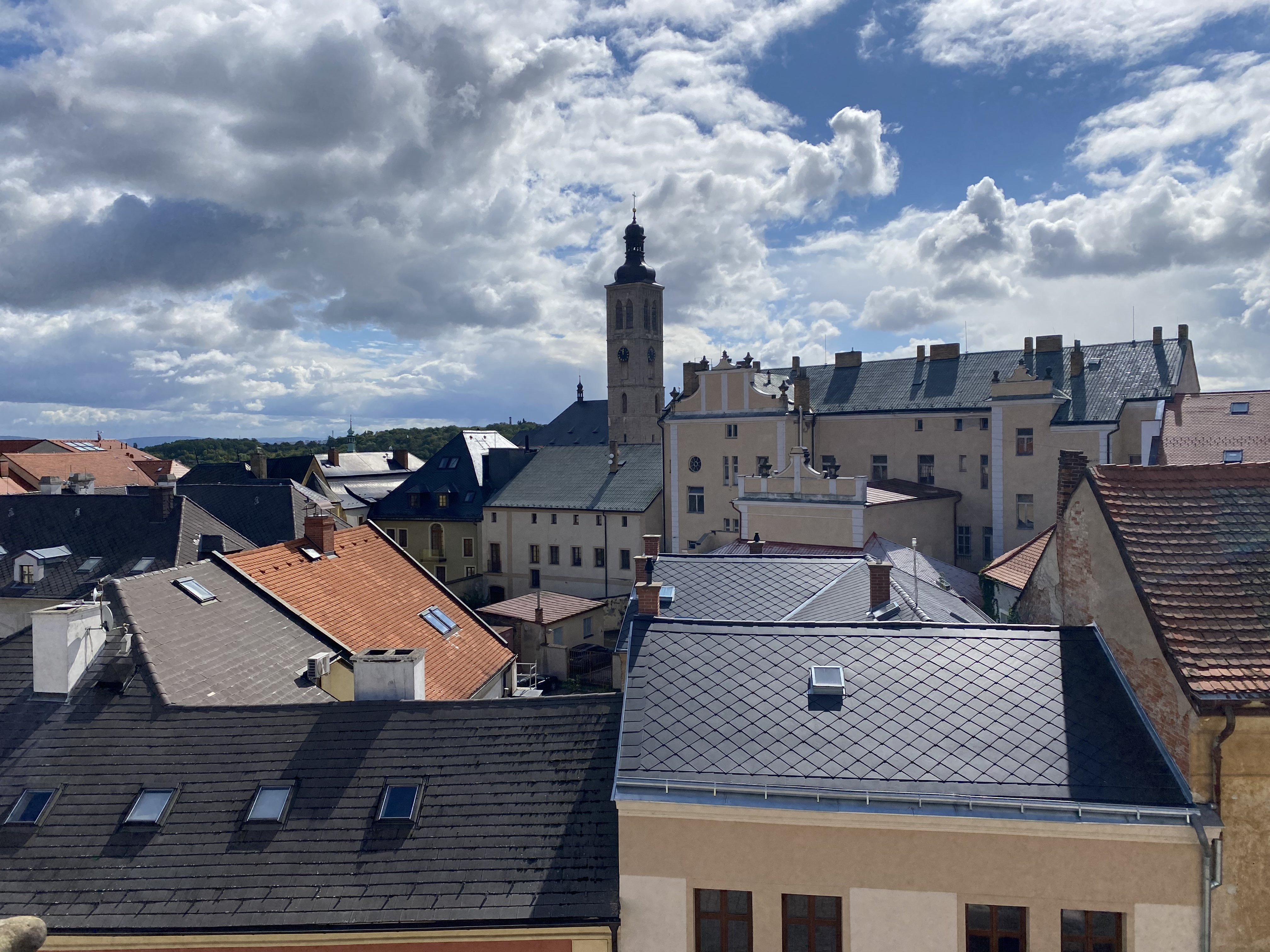
Pohled na Kutnou Horu z balkonu Kamenného Domu
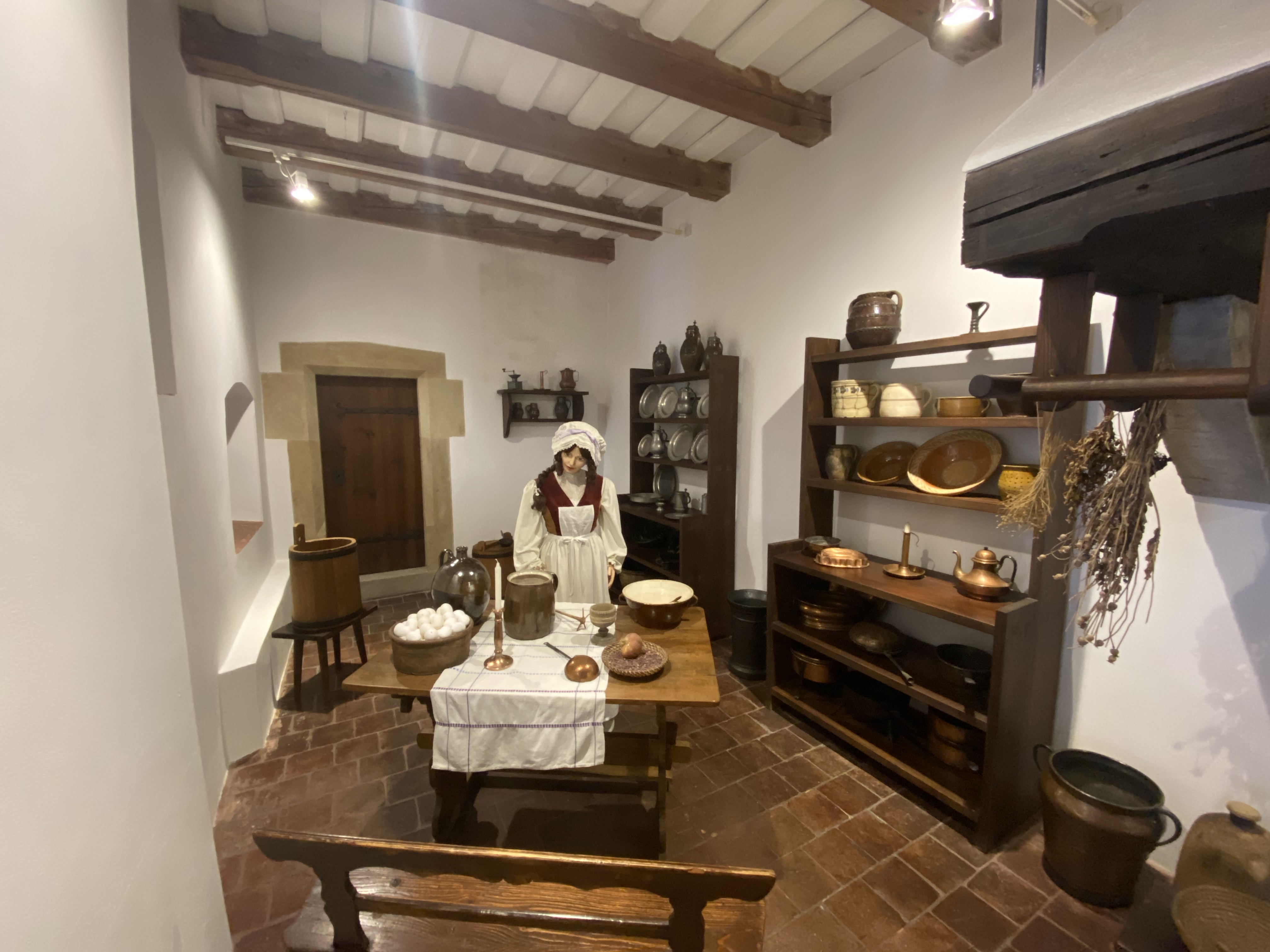
Interiér Kamenného Domu - expozice kuchyně
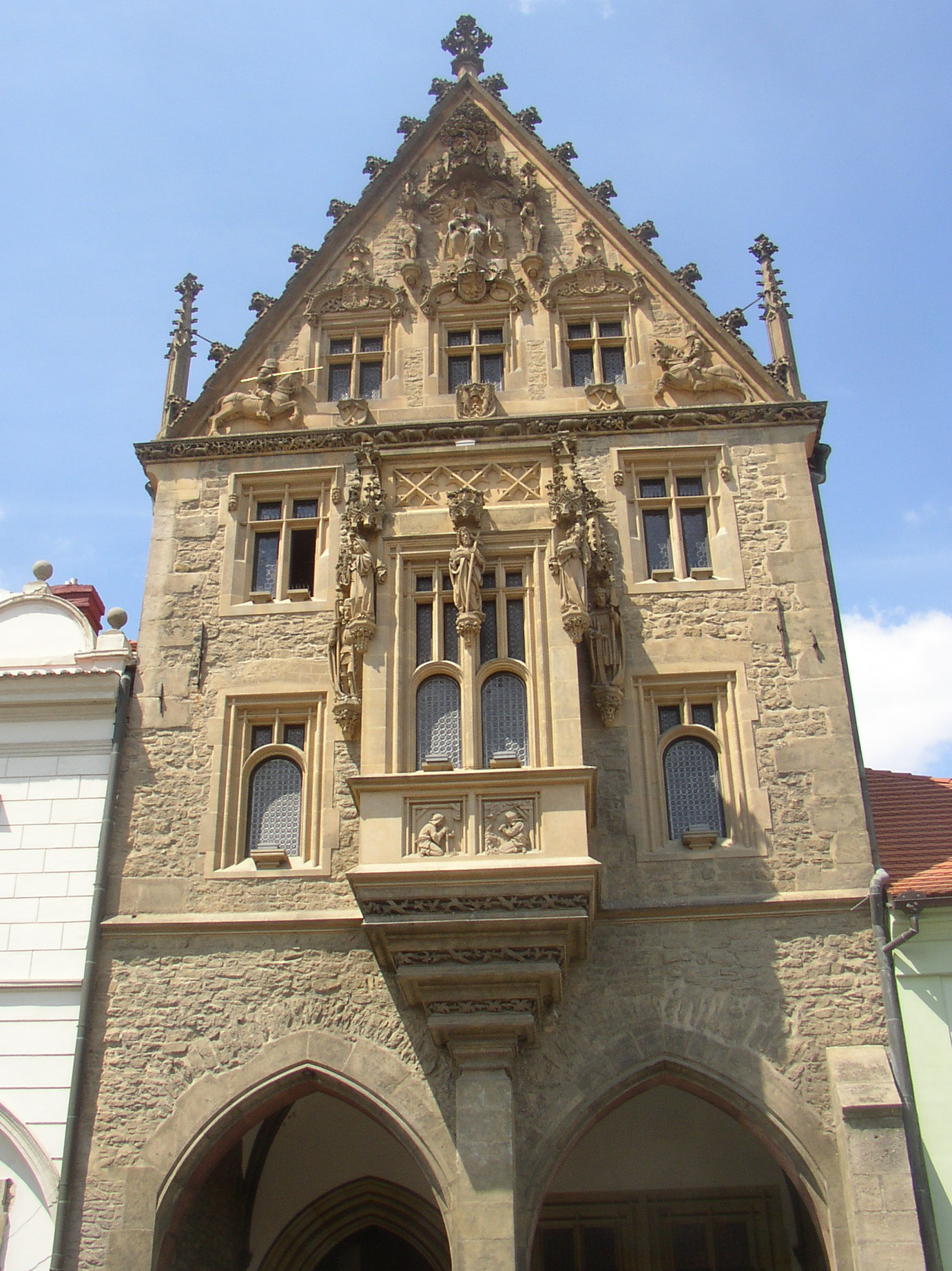
Kamenný Dům - České muzeum stříbra
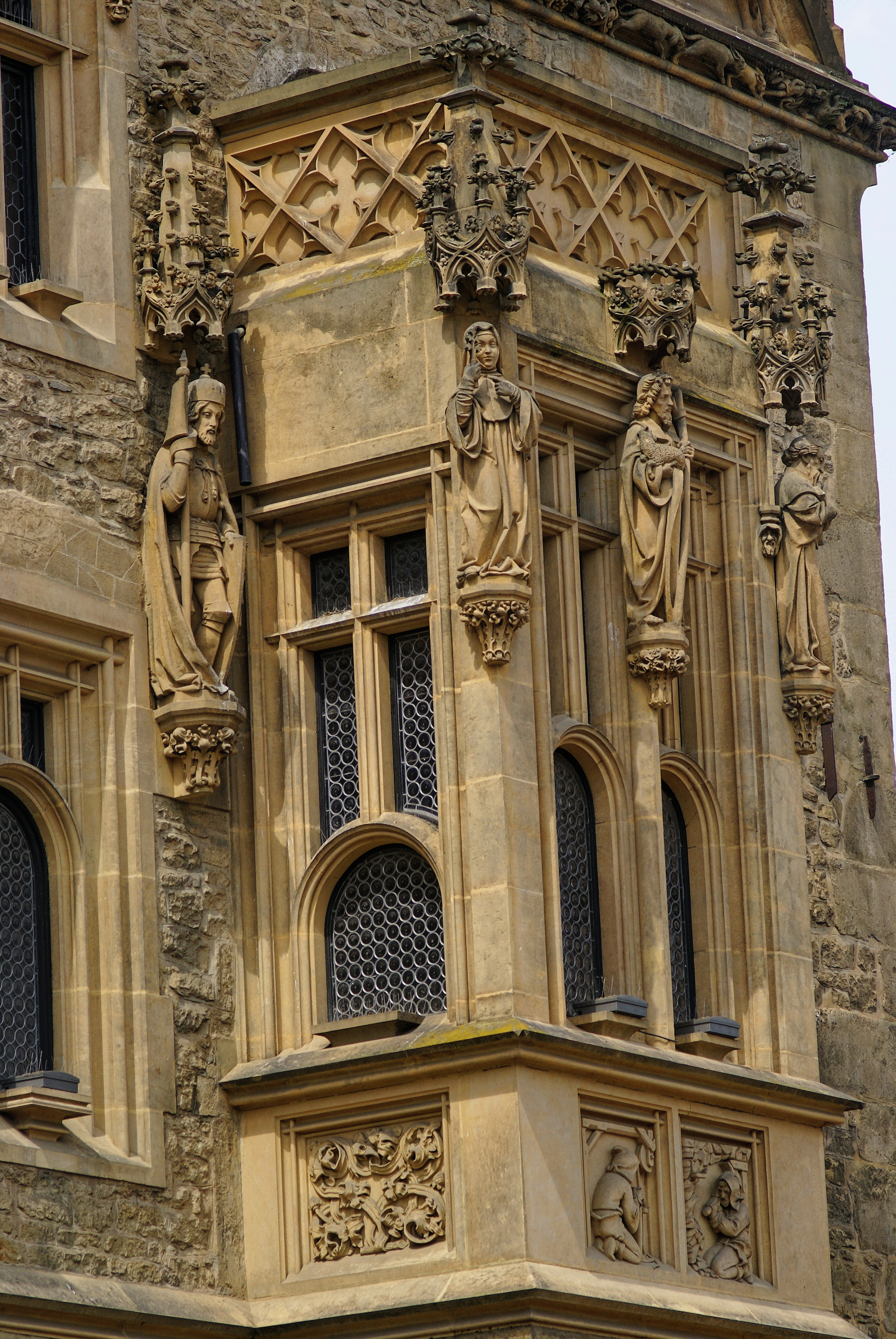
Detail balkonu Kamenný Dům